# John Tomac
John Tomac est un ancien cycliste professionnel américain né le 3 novembre 1967 à Owosso, Michigan.
Il est admis au Mountain Bike Hall of Fame en 1991 et au Temple de la renommée du cyclisme américain en 2004.

## Biographie
John Tomac fut la première légende du VTT qui en était à ses balbutiements[réf. nécessaire]. Car si les premières compétitions de VTT eurent lieu dès 1973, ce sport restait cantonné à un public très limité jusqu'au début des années 1990. John Tomac popularisa la discipline au point de la faire entrer au programme des Jeux d'Atlanta en 1996[réf. nécessaire]. Il remporte le second titre mondial attribué en 1991. Il sera le premier grand vététiste avant Bart Brentjens et Thomas Frischknecht. Il pratiquait toutes les disciplines du cyclisme, de la descente à la course sur route. Il eut une carrière très longue puisqu'il fut présent de 1987 à 2000 sur le circuit de la Coupe du monde. Il a disputé sa dernière course en 2005.
Une marque de vélo porte désormais son nom.
Son seul regret restera de n'avoir jamais été champion olympique ni de n'avoir jamais pu monter sur un podium olympique[réf. nécessaire].

## Palmarès en VTT

### Championnats du monde
- 1991
  -  Champion du monde de cross-country
  -  2e du championnat du monde de descente
- 1997
  -  2e du championnat du monde de descente

### Coupe du monde
Coupe du monde de cross-country (1)
1er en 1991 (2 manches)
2e en 1992 (2 manches)
2e en 1993
1994 (1 manche)
Coupe du monde de descente
2e en 1993 (1 manche)
1996 (1 manche)
1997 (1 manche)

### Championnats des États-Unis
- Champion des États-Unis de cross-country : 1988 et 1996
- Champion des États-Unis de descente : 1989, 1991, 1994 et 1997
- Champion des États-Unis de dual-slalom : 1988

## Palmarès en BMX
- Champion des États-Unis de BMX (cruiser) : 1984

## Palmarès sur route

### Par année
- 1988
  -  Champion des États-Unis du critérium
  - 3e de la Mammoth Classic
- 1989
  -  Champion des États-Unis du contre-la-montre par équipes
  - 1re étape de l'United Texas Tour
- 1991
  - 2e de la Thrift Drug Classic

### Résultats sur les grands tours

#### Tour d'Italie
1 participation 
- 1990 : abandon (12e étape)